# Humam Khalif Abu Mulal al-Balawi
Humam Khalil Abu-Mulal al-Balawi, còn có tên là Abu Dujana al-Khorasani, (25 tháng 12 năm 1977 – 30 tháng 12 năm 2009) theo quan chức tình báo phương Tây, là một bác sĩ Jordan và đặc công song phương nổ bom cảm tử trung thành với những người Hồi giáo cực đoan. Theo thông tin tờ báo Ả Rập The National nhận được, anh sinh tại Kuwait ngày 25 tháng 12 năm 1977.
Al-Balawi xuất hiện trong một cuốn băng theo sau cái chết của anh và cho thấy cảnh anh nói rằng cuộc tấn công được thực hiện để trả thù vụ hạ sát Baitullah Mehsud, nhân vật lãnh đạo Taliban tại Pakistan, năm 2009.

## Thân thế
Al-Balawi xuất thân từ một gia tộc Badawi du mục từ Tabuk, ở phía tây Ả Rập Xê Út. Anh trưởng thành trong một gia đình lớp trung lưu với chín đứa trẻ khác, trong đó có một em trai sinh đôi giống hệt nhau, và sống ở Kuwait cho đến khi Iraq xâm lược đất nước này năm 1990, khi gia đình chuyển tới Jordan. Anh tốt nghiệp danh dự từ một trường trung học Amman.
Al-Balawi nghiên cứu y học trong sáu năm tại Thổ Nhĩ Kỳ ở Đại học Istanbul và tốt nghiệp năm 2002. Anh cũng được đào tạo y tế tại Bệnh viện Đại học Jordan và tại bệnh viện Hồi giáo, do Anh em Hồi giáo của Jordan điều hành, tại Amman. Anh kết hôn với Dafinah Bairak, nhà báo và dịch giả Thổ Nhĩ Kỳ, họ có hai con. Họ sống ở vùng ngoại ô Amman của Jabal Nuzhah.